# یلوه جنگلی بلوطی
یلوه جنگلی بلوطی (نام علمی: Rallicula rubra) نام یک گونه از تیره یلوگان است.